# Tony Pabón
Tony Pabón (San Juan, 6 maart 1939 – New York, 21 januari 2014) was een Puerto Ricaans-Amerikaanse zanger, trompettist en componist. Hij wordt beschouwd als een van de sleutelfiguren in het ontstaan en de popularisering van het boogaloo-genre in de jaren 1960 in New York.

## Biografie
Pabón werd geboren in San Juan in Puerto Rico, maar groeide op in New York. Hij ontwikkelde al op jonge leeftijd zijn muzikale talenten en trad zowel als trompettist als vocalist op in verschillende Latin-bands. Zijn carrière kreeg een grote impuls in de jaren zestig toen hij samenwerkte met het Pete Rodríguez Orchestra.
In 1967 schreef en zong hij het nummer I Like It Like That, dat uitgroeide tot een iconisch boogaloo-nummer en wereldwijde bekendheid kreeg. Het nummer wordt gezien als een van de belangrijkste werken binnen het genre, mede door de energieke zang van Pabón en de kenmerkende blazerspartijen. Andere bekende composities zijn Pete's Boogaloo en El Hueso.
Na zijn succes met boogaloo werkte Pabón ook met andere Latin-muziekformaties en trad hij regelmatig op in de Verenigde Staten en Latijns-Amerika. In de jaren negentig beleefde zijn bekendste hit een heropleving toen de Blackout All-Stars het nummer opnieuw uitbrachten. Ook Cardi B gebruikte in 2018 een sample uit I Like It Like That in haar internationale hit I Like It, waarmee Pabóns nalatenschap opnieuw in de schijnwerpers kwam.
Tony Pabón overleed in januari 2014 in New York op 74-jarige leeftijd.

## Invloed
Pabón wordt erkend als een pionier binnen de boogaloo, een muziekstijl die elementen van Afro-Cubaanse ritmes en soulmuziek combineert. Zijn werk droeg sterk bij aan de populariteit van Latin-muziek onder een breder, ook niet-Latino publiek in de Verenigde Staten. Tot op de dag van vandaag wordt I Like It Like That beschouwd als een van de grootste klassiekers van het genre.

## Discografie (selectie)
- I Like It Like That (1967)
- Pete's Boogaloo (1967)
- El Hueso (1968)